# Список Героев Советского Союза (Оренбургская область)

Список Героев Советского Союза родившихся в Оренбургской области и живших в ней.

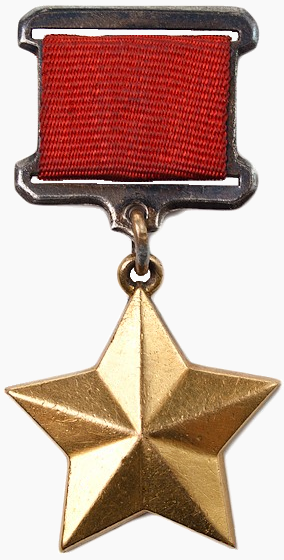
Медаль «Золотая Звезда» — вручалась Героям Советского Союза

## А
- Абдрашитов, Шамиль Мунасыпович (1921—1944)
- Абдршин, Рамиль Хайруллаевич (1925—1943)
- Авдеев, Николай Дмитриевич (1919—1944)
- Акбауов, Узарак Кстаубаевич (1908—1986)
- Акимов, Иван Алексеевич (1910—1977)
- Ананьев, Пётр Филиппович (1915—1997)
- Андреев, Алексей Сергеевич (1924—2001)
- Андреев, Анатолий Михайлович (1922—1968)
- Андрейко, Илья Степанович (1918—1960)
- Андрусенко, Валентин Кузьмич (1919—1979)
- Андрусенко, Корней Михайлович (1899—1976)
- Арасланов, Гафиатулла Шагимарданович (1915—1945)
- Арендаренко, Иван Иванович (1921—2013)
- Артищев, Илья Соломонович (1923—1981)
- Асеев, Фёдор Константинович (1899—1960)
- Афанасьев, Фёдор Трофимович (1923—1944)
- Ахметшин, Ягафар Ахметович (1924—1945)

## Б
- Баздырев, Николай Дмитриевич (1925—2002)
- Балакирев, Николай Михайлович (1922—2001)
- Бамбуров, Сергей Никанорович (1914—1945)
- Барсуков, Александр Яковлевич (1924—1999)
- Басманов, Владимир Иванович (1923—1985
- Басулин, Евгений Дмитриевич (1917—1957)
- Батурин, Александр Герасимович (1915—1985)
- Бедренко, Николай Васильевич (1923—1985)
- Беляков, Иван Дементьевич (1920—1943)
- Богомолов, Константин Иванович (1897—1970)
- Бондарев, Александр Митрофанович (1923—1996)
- Бояркин, Василий Илларионович (1914—1943)
- Бражников, Иван Моисеевич (1915—1991)
- Брехов, Константин Владимирович (1918—1987)
- Брыкин, Алексей Александрович (1918—1956)

## В
- Вавилов, Сергей Васильевич (1914—1941)
- Вагин, Сергей Тимофеевич (1923-2015)
- Васильев, Андрей Александрович (1898—1945)
- Ведерников, Николай Степанович (1925—2011)
- Вертяков, Кирилл Романович (1922—1983)
- Вильдиманов, Алексей Владимирович (1913—1960)
- Войтекайтес, Анатолий Николаевич (1914—1979)
- Воронцов, Алексей Парамонович (1915—1943)

## Г
- Гагарин, Юрий Алексеевич (1934—1968)
- Гайко, Андрей Самойлович (1920—1943)
- Галиев, Нургали Мухаметгалиевич (1914—1977)
- Гизатов, Ширван Адиатович (1904—1944)
- Гирин, Михаил Никитович (1923-1988)
- Гниломёдов, Иван Андреевич (1919—1987)
- Голубков, Николай Николаевич (1920—1945)
- Горбань, Василий Моисеевич (1918—1977)
- Горбунов, Илья Павлович (1906—1980)
- Городничев, Николай Павлович (1915—1943)
- Горьков, Николай Фёдорович (1925—2012)
- Гребенников, Борис Иванович (1924—1944)
- Гречушкин, Дмитрий Фёдорович (1921—1943)
- Громаковский, Владимир Александрович (1922—1995)
- Губарев, Григорий Миронович (1925—1998)
- Губин, Михаил Александрович (1916—1943)
- Гущин, Николай Фёдорович (1921—1944)

## Д
- Давыдов, Василий Кузьмич (1917—1992)
- Давыдов, Иван Егорович (1926—1977)
- Давыдов, Павел Фёдорович (1902—1994)
- Дениченко, Исай Петрович (1899—1980)
- Джалиль, Муса Мустафович (1906—1944)
- Дмитриев, Николай Михайлович (1917—1981)
- Дмитриев, Фёдор Павлович (1925-1997)
- Довженко, Виктор Михайлович (1920—1945)
- Долженков, Сергей Аниканович (1912—1985)
- Дрёмин, Дмитрий Феоктистович (1896—1953)
- Дьяченко, Иван Михайлович (1921—1962)

## Е
- Евсюков, Николай Андреевич (1921—1945)
- Ежов, Николай Герасимович (1922—1945)
- Ермаков, Фрол Андреевич (1915—1943)
- Ермолаев, Иван Дмитриевич (1924-1993)
- Ефименко, Григорий Романович (1919-1984)
- Ефремов, Василий Васильевич (1914-2002)

## Ж
- Жеребцов, Василий Григорьевич (1915—1943)

## З
- Завражнов, Николай Николаевич (1923—1980)
- Загаринский, Александр Григорьевич (1910—1941)
- Заикин, Фёдор Михайлович (1916—1995)
- Зинин, Андрей Филиппович (1915—1983)
- Злыденный, Иван Дмитриевич (1919-2017)
- Золотухин, Михаил Афанасьевич (1918—1968)
- Зюзин, Василий Иванович (1923—1982)

## И
- Иванов, Михаил Фёдорович (1912—1988)
- Иванищев, Георгий Степанович (1914—1968)
- Ивкин, Иван Михайлович (1923—1982)
- Ищанов, Истай (1906—1944)

## К
- Казаев, Иван Абрамович (1913—1991)
- Калачёв, Александр Васильевич (1914—1943)
- Калинин, Михаил Михайлович (1911—1973)
- Калинин, Степан Никитович (1923—1987)
- Калишин, Василий Фёдорович (1922—1963)
- Каменев, Константин Кириллович (1917—1981)
- Карпов, Владимир Васильевич (1922—2010)
- Карпов, Иван Петрович (1913—1944)
- Кельчин, Михаил Никифорович (1921—1943)
- Кириллов, Александр Семёнович (1921-2016)
- Клименко, Михаил Гаврилович (1906-1991)
- Климов, Василий Владимирович (1917—1979)
- Кобылецкий, Иван Иванович (1916—1986)
- Ковешников, Дмитрий Степанович (1918—1998)
- Ковшова, Наталья Венедиктовна (1920—1942)
- Козенков, Василий Георгиевич (1923—1945)
- Козлов, Иван Иванович (1919—1945)
- Колдубов, Михаил Ильич (1898—1967)
- Колесников, Михаил Петрович (1918—1974)
- Колокольцев, Фёдор Николаевич (1909—1994)
- Колпаков, Пётр Васильевич (1911—1989)
- Колычев, Николай Иванович (1918—2000)
- Комаров, Георгий Владимирович (1896—1944)
- Коновалов, Алексей Дмитриевич (1919—1943)
- Коняхин, Александр Романович (1921-2004)
- Копылов, Павел Иванович (1921—1999)
- Кордюченко, Василий Харитонович (1924—1947)
- Корнеев, Иван Ильич (1914—1989)
- Коровин, Артём Иванович (1917—1945)
- Краснов, Анатолий Андреевич (1906—1967)
- Крайнов, Михаил Сергеевич (1945—2000)
- Крашенинников, Иван Федотович (1909—1976)
- Кудряшев, Герасим Павлович (1910—1979)
- Кудин, Иван Назарович (1923—1983)
- Кузнецов, Георгий Антонович (1922—2014)
- Кузнецов, Иван Алексеевич (1922—1944)
- Кузнецов, Сергей Трофимович (1915—1944)
- Кузовников, Анатолий Петрович (1905-1993)
- Кузьмин, Василий Степанович (1924-2002)
- Кузьмин, Илья Дмитриевич (1907—1944)
- Куличев, Иван Андреевич (1920—1979)
- Курочкин, Тимофей Петрович (1909—1943)

## Л
- Лабужский, Степан Петрович (1925—1945)
- Лейцис, Павел Рудольфович (1909—1977)
- Линьков, Григорий Матвеевич (1899—1961)
- Лошков, Алексей Иванович (1918—1943)
- Лукьянов, Андрей Емельянович (1922—1983)
- Лунин, Яков Михайлович (1899—1948)

## М
- Макаров, Иван Иванович (1914—1980)
- Макеев, Алексей Васильевич (1924—1943)
- Малахов, Юрий Николаевич (1925—1944)
- Маркин, Иосиф Борисович (1916—1945)
- Мартынов, Михаил Иванович (1909—1986)
- Мартынов, Николай Михайлович (1918—2007)
- Матросов, Александр Матвеевич (1924—1943)
- Мельник, Николай Михайлович (1918—1943)
- Миронов, Григорий Григорьевич (1922—1995)
- Михайлов, Андрей Михайлович (1914—1954)
- Молочинский, Григорий Фёдорович (1910—1945)
- Морозов, Сергей Ильич (1919—1943)
- Муравьёв, Николай Андреевич (1902—1945)
- Мясоедов, Григорий Павлович (1901—1943)

## Н
- Назаров, Иван Михайлович (1923—1974)
- Наумов, Георгий Васильевич (1904—1943)
- Никин, Семён Иванович (1914—2000)
- Никонов, Алексей Васильевич (1911—1937)

## О
- Обухов, Виктор Тимофеевич (1898—1975)
- Овчаркин, Владимир Прокофьевич (1910—1995)
- Оноприенко, Николай Николаевич (1911—1979)
- Оргин, Константин Петрович (1910—1964)
- Орехов, Пётр Иванович (1914—1981)
- Орлов, Павел Александрович (1923—1945)
- Осадчиев, Александр Дмитриевич (1919—2001)
- Осипов, Михаил Иванович (1923—1944)

## П
- Павлов, Василий Александрович (1924—1969)
- Павлов, Павел Прокопьевич (1923—1963)
- Палагин, Владимир Степанович (1914—1995)
- Пацюченко, Валентин Фёдорович (1924—1993)
- Петин, Максим Фролович (1911—1945)
- Плакса, Михаил Андреевич (1915—1944)
- Поверенный, Александр Васильевич (1919—1981)
- Подольцев, Иван Григорьевич (1910—1944)
- Пономарёв, Николай Тимофеевич (1923—1943)
- Попов, Пётр Дмитриевич (1895—1956)
- Попов, Семён Алексеевич (1925—1943)
- Прутков, Степан Дмитриевич (1911—1978)
- Прытков, Даниил Алексеевич (1912—1952)
- Пузиков, Анатолий Михайлович (1925—2001)

## Р
- Радченко, Василий Дмитриевич (1912—1979)
- Разволяев, Иван Павлович (1915—1981)
- Рашевский, Александр Ефимович (1908—1977)
- Редько, Алексей Николаевич (1924—1943)
- Ржевский, Павел Максимович (1908—1974)
- Родимцев, Александр Ильич (1905—1977)
- Рощепкин, Василий Дмитриевич (1922—1944)
- Рощин, Николай Андреевич (1922-2016)
- Рыков, Константин Константинович (1908—1991)
- Рябых, Николай Павлович (1910—1943)

## С
- Самароков, Николай Николаевич (1919—1957)
- Сафронов, Тимофей Петрович (1916—1979)
- Серов, Георгий Трофимович (1915—1944)
- Серогодский, Михаил Николаевич (1922—1989)
- Сибирин, Семён Алексеевич (1914—1949)
- Сиваков, Иван Прокофьевич (1901—1944)
- Синильников, Валерий Яковлевич (1924—1980)
- Синчук, Василий Прокофьевич (1921—1944)
- Сиренко, Иван Лаврентьевич (1910—1965)
- Ситников, Василий Егорович (1924—1991)
- Скрытников, Константин Александрович (1904—1945)
- Слащов, Дмитрий Александрович (1924—1945)
- Слобоцков, Михаил Михайлович (1923—1977)
- Соколов, Алексей Иванович (1921—1943)
- Солдатов, Константин Спиридонович (1918—1944)
- Солуянов, Александр Петрович (род. 1953)
- Сорокин, Василий Андреевич (1908—1985)
- Сорокин, Виталий Андреевич (1921—1986)
- Сорокин, Михаил Яковлевич (1910—1943)
- Сорокин, Павел Васильевич (1919—1943)
- Стародубцев, Георгий Степанович (1923—1989)
- Стерелюхин, Алексей Кузьмич (1913—1943)
- Суворов, Александр Иванович (1914—1951)
- Судоргин, Андрей Павлович (1905—1956)
- Супонин, Дмитрий Владимирович (1918—1979)
- Сухарев, Александр Петрович (1919—1943)
- Сухин, Александр Иванович (1924—1943)

## Т
- Таранов, Иван Игнатьевич (1899—1965)
- Терещенко, Николай Владимирович (1924—1944)
- Торопчин, Николай Степанович (1904—1987)
- Тургенев, Фёдор Николаевич (1912—1971)
- Турков, Николай Яковлевич (1913—1987)
- Тышкун, Иван Игнатьевич (1924—1945)

## У
- Устинов, Иван Тимофеевич (1922—1952)

## Ф
- Файзулин, Ханиф Шакирович (1921—1943)
- Филимонов, Михаил Васильевич (1922—1958)
- Филипповский, Иван Митрофанович (1909—1992)
- Фирсов, Илья Петрович (1905—1943)
- Фомин, Николай Петрович (1914—1944)
- Фомин, Фёдор Фролович (1915—1942)

## Х
- Хайрутдинов, Акрам Мингазович (1924—1944)
- Хайрутдинов, Мингас Хайрутдинович (1905—1970)
- Халиков, Тимирбулат Галяутдинович (1917—1959)

## Ц
- Цыбин, Иван Максимович (1922—1996)
- Цыганков, Пётр Николаевич (1923—1991)

## Ч
- Чегодаев, Фёдор Кузьмич (1902—1971)
- Чепрасов, Михаил Дмитриевич (1925-1988)
- Черненко, Николай Власович (1924—2006)
- Чернышёв, Аркадий Петрович (1917—1944)
- Чумаков, Григорий Тимофеевич (1913—1993)

## Ш
- Шаландин, Вальдемар Сергеевич (1924—1943)
- Шамкаев, Акрам Беляевич (1916—1981)
- Шаповалов, Иван Егорович (1913—1944)
- Шашлов, Яков Афанасьевич (1915—1956)
- Шевцов, Пётр Фёдорович (1912—1944)
- Шелухин, Николай Прокофьевич (1922—1969)

## Ю
- Юдин, Виктор Степанович (1923—1990)
- Юркин, Борис Иванович (1919—1944)
- Юркин, Иван Трофимович (1923—1943)